# Monte Elbert
El monte Elbert, con 4401 m de altura, es el pico más alto de las Montañas Rocosas de Norteamérica y el segundo más alto de los Estados Unidos contiguos, por detrás del monte Whitney (4421 m). Se encuentra 19 km al suroeste de la ciudad de Leadville, Colorado.
La montaña fue nombrada en honor a Samuel Hitt Elbert, que fue gobernador del entonces Territorio de Colorado entre 1873 y 1874. Henry W.Stucke fue el primero en ascender a la cumbre, en 1874.
Hay tres rutas principales para ascender a la cumbre, todas con más de 1200 metros de desnivel. La ruta normal comienza en el Camino Colorado, al este. Lo más difícil es el Camino Negro de la Nube (Black Cloud Trail), que demora de diez a catorce horas, dependiendo del ritmo. Algunos cuatromiles cercanos son el Monte Massive hacia el norte y el Pico de La Plata hacia el sur.

## Geología
El monte Elbert se encuentra en la cordillera Sawatch que pertenece al gran sistema de cordilleras de las Montañas Rocosas. Está compuesto principalmente de cuarcita, aunque el pico está formado por un zócalo de rocas metamórficas de origen precámbrico de unos 1.700 millones de años de antigüedad. A diferencia de la mayoría de las montañas de su altitud, el monte Elbert no tiene nieves permanentes, lo que puede ser atribuido a que no recibe muchas precipitaciones, como consecuencia de que se encuentra entre otras montañas de gran altitud.

## Historia

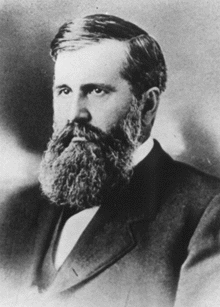
El monte Elbert fue nombrado así en honor a Samuel Hitt Elbert

El monte Elbert fue nombrado así por mineros en honor a Samuel Hitt Elbert, el gobernador del entonces Territorio de Colorado porque llegó a un acuerdo con la tribu Ute que posibilitó la actividad minera y de ferrocarril en un área de 12.000 km² que anteriormente pertenecía a la reserva Ute. El primer ascenso conocido a la cima lo realizó Henry W. Stucke en 1874.
Se encuentra a unos 8 km al sur del monte Massive y en la década de 1930 hubo una disputa con esta montaña vecina: cuando se midieron ambos montes, el monte Massive se dispuso en segundo lugar en altitud por tan solo 3 m; los partidarios de este monte acarrearon montones de grandes piedras para aumentar la altura de su montaña, pero poco después los partidarios del monte Elbert demolieron dicho aumento artificial